# Монгольське завоювання імперії Південна Сун
Монгольське завоювання імперії Південна Сун (1235—1279) — бойові дії між Монгольською імперією і китайською державою Південна Сун, що завершилися знищенням китайської держави і включенням її території до складу імперії Юань.

## Передісторія конфлікту
Китайська держава Південна Сун утворилося тоді, коли Імперія Сун була змушена під натиском чжурчженів перенести столицю на південь, в Ліньань, а колишні північні землі Сун увійшли до складу чжурчженьскої держави Цзінь. Південна Сун постійно боролася за повернення своїх колишніх північних територій, і коли наприкінці XII століття монголи об'єдналися під проводом Чингісхана, то Сун стала їх природним союзником у боротьбі з Цзінь. Дії Сун допомогли монголам в повному знищення Цзінь. За допомогу Сун у взятті останньої столиці Цзінь на заключному етапі війни їм була обіцяна територія провінції Хенань.
Понадіявшись на союзні домовленості з монголами, сунський імператор Лі-цзун вирішив отримати плату за союз: він направив війська для заняття Гуаньчжуна крім вже зайнятої Хенань. Влітку 1234 року війська Сун зайняли Лоян. Коли дізналися про це монголи, то вони спочатку знищили загін Сун, що прямував в Лоян, а потім змусили інші південнокитайські частини покинути місто. В цей же час монголи відкрили греблі на Хуанхе, щоб підвищити рівень озера Цуньцюньдянь і затопити сунську армію у Бяньляна — в цьому потопі потонула майже вся південнокитайська армія. Так Сун втратила всі свої надбання від війни проти Цзінь на боці монголів.

## «Мала війна» 1235—1237

Сунський імператор Лі-цзун

Вже восени 1234 року Угедей відправив пробну експедицію в Сичуань під командуванням Тагай-гамбу. На курултаї 1235 року Південний Китай був названий в числі інших об'єктів подальшої експансії.
Навесні 1235 року для дій проти Сун були виділені два корпуси: один, під командуванням Кодана (другий син Угедея) відправився зміцнювати владу монголів в Хенань, а інший — під командуванням Кучу (третій син Угедея) і Шигі-Хутуху — попрямував проти Сун в Хубей. Війська Кучу і Шигі-Хутуху пройшли в Хубей через округ Денчжоу, розорили округ Сян'ян, зруйнували Цзаоян, після чого обложили Інчжоу. Останній чинив шалений опір, і монголи пішли назад, захопивши награбоване добро.
З походу 1235 року монголи винесли уроки, і перейшли до тактики виснажливих набігів. У 1236 році вони послідовно провели кілька рейдів: у лютому — на округи Мяньчжоу і Даан в Шеньсі, у квітні — в Хубей, де взяли Сян'ян, а також округу Суйчжоу і Інчжоу, восени — на південь Хенань (повіт Гуші, округу Гуанчжоу, Цічжоу і Шучжоу), в центральний Хубей і на південь Шеньсі (звідки добралися до Ченду в Сичуані).
Восени 1237 році був повторений набіг в Хубей (по тим же самим округах, що і в 1236), тривали набіги в Хенань (де був узятий Гуанчжоу), були проведені рейди в Аньхой і Сичуань (як продовження рейду в Хубей). Однак монголам не вдалося захопити добре укріплені міста Хуанчжоу і Аньфен.

## Перемир'я 1238—1251
Наприкінці 1237 року «Сун злякалася і запросила перемир'я». Навесні 1238 року був підписаний мирний договір, відповідно до якого Сун зобов'язалася платити щорічну данину в розмірі 200 тисяч зливків срібла і 200 тисяч шматків шовку.
У зв'язку з періодами міжцарів'я в Монгольській імперії в 1240-х роках центральної влади в Каракорумі було не до нових завоювань. Тому, хоча в 1242, 1245 і 1246 роках і були монгольські набіги на деякі області Сун, але вони були ініціативою місцевих монгольських воєначальників.

## Підготовка монголів до війни з Сун
На курултаї 1251 року новим великим ханом був обраний Мунке. Розробляючи плани нових походів, новий хан, зокрема, вирішив підкорити і Південний Китай. Наступ було вирішено вести відразу в декількох напрямках, так як лобовий удар з півночі на південь був приречений на повний провал. Одним з варіантів було напад із заходу, але в цьому випадку перешкодою була держава Далі, що знаходилося на території сучасної провінції Юньнань. Щоб створити тут базу для наступу на Сун, монголам було потрібно підкорити цю область. У 1252 Мунке поставив на чолі армії, що відправилася в похід на Далі, свого брата Хубілая. Хубілай виконав це завдання в 1253 році.
На південь від Янцзи лежали міста, які в той час були найбільшими в світі. Для облоги цих міст потрібні були спеціальні облогові знаряддя. За допомогою в складанні планів і в проведенні самої кампанії монголи звернулися до китайських і мусульманським радників.
Щоб не дозволити військам Сун зосередитися на захисті якої-небудь однієї області країни і змусити їх розсіятися для відбиття монгольського наступу, Мунке вирішив розділити свої війська на чотири армії, перед кожною з яких були поставлені особливі завдання. Армія під особистим командуванням Мунке повинна була рушити на південь з табору на північному сході, зайняти Сичуань, а після цього йти на схід. Війська Хубілая повинні були відправитися на південь з недавно відбудованого Кайпіна, переправитися через Янцзи у Ечжоу і розбити там сунську армію. Там війська Хубілая повинні були з'єднатися із загонами Урянхадая, які повинні були рухатися на північний схід з території колишнього держави Далі. Четверта армія під керівництвом онука одного з братів Чингісхана мала виступити з табору Мунке в Люпаньшані і йти на схід до Сян'яну.

## Походи Мунке
Армія під командуванням Мунке, рухаючись на південь, зіткнулася з серйозними труднощами, так як йшла за найскладнішим і найменш розвіданим маршрутом. Мунке був змушений затриматися на південному заході набагато довше, ніж передбачалося спочатку. Хоча до березня 1258 року його війська і захопили Ченду, але при подальшому русі до Чунціну вони зупинилися під Хечжоу: сунський полководець Ван Цзянь вирішив обороняти місто і не побажав здатися. Мунке провів під Хечжоу п'ять місяців. З кінця березня 1259 року по початок травня його війська кілька разів намагалися взяти місто приступом, але так і не змогли досягти успіху. З настанням сезону дощів війна завмерла. Як тільки дощі закінчилися, монголи знову пішли на приступ, але знову натрапили на запеклий опір військ Ван Цзяня. 11 серпня 1259 року Мунке помер (згідно з одними джерелами — від отриманої рани, за іншими — від дизентерії). Після смерті Мунке його війська припинили бойові дії: вони продовжували утримувати захоплені області, але більше не робили нічого, і навіть не намагалися зв'язатися з іншими арміями: питання престолонаслідування було важливіше, ніж продовження завоювання Південної Сун.
Хубілай вирушив з Кайпін на південь у грудні 1258 року, виславши вперед авангард під проводом Бахадура, який повинен був зібрати і підготувати припаси для війська. Прагнучи повторити успіх свого походу на Далі, Хубілай застеріг своїх полководців від невиправданого винищення китайського населення, і попередив, що за невиконання цього указу буде карати суворо, аж до страти. До серпня 1259 року він переправився через річку Хуайхе, і послав свого довіреного радника уйгура Лянь Сісянь в область Тайшань (в провінції Хубей), де той мав закликати місцеве населення скоритися монголам. Після від'їзду Ляня Хубілай продовжив рухатися на південь, на початку вересня вийшовши до північного берега Янцзи. Через десять днів він дізнався про смерть Мунке. Зведений брат Муге просив Хубілая повернутися на вибори великого хана, але (згідно «Юань ши») той відмовився, сказавши: «Я отримав наказ великого хана йти на південь. Як же я повернуся без заслуг?»
Через кілька тижнів після отримання звісток про смерть Мунке Хубілай наказав своїм військам почати переправу через Янцзи. Війська переправилися, незважаючи на негоду, і тут же після висадки на інший берег вступили в бій. Обидві сторони зазнали важких втрат, але монголам вдалося створити плацдарм на південь від Янцзи. Їх наступною метою було місто Ечжоу. Місто було добре укріплене, Сунці зуміли доставити в місто підкріплення незважаючи на монгольську блокаду, однак Хубілай прагнув будь-що-будь захопити Ечжоу, так як це досягнення підвищило б його престиж. Сунський канцлер Цзя Сідао, який бажав за всяку ціну зберегти цілісність території Південної Сун, послав полководця Сун Цзина для переговорів з Хубілаєм, пропонуючи щорічну данину сріблом і тканинами в обмін на обіцянку не переходити Янцзи, яка стала б непорушним кордоном, але Хубілай відкинув цю пропозицію. У цій важкій ситуації Південну Сун врятувала криза, викликана суперечкою про престолонаслідування серед монголів: один з претендентів на трон великого хана — Аріг-Бука — відправив своїх полководців на землі спадку Хубілая. Дружина Хубілая — Чабі — спробувала затримати просування супротивника, і відправила гінця до Хубілая з повідомленням про сформовану ситуацію. У Хубілая не залишилося вибору: залишивши для утримання деяких завойованих пунктів символічні сили під керівництвом Бахадура, він відвів більшу частину військ від Ечжоу.

## Монгольське міжцарів'я

Великий хан Хубілай

У 1260 році відбулося два курултаю: на одному з них великим ханом був обраний Хубілай, на іншому — Аріг-Бугу. Серед монголів почалася міжусобна війна.
Скориставшись важким становищем Хубілая, Південна Сун спробувала повернути під свою владу землі, захоплені монголами. Цзя Сідао наказав своїм військам напасти на залишені там Хубілаєм малочисельні загони. Монголи були вигнані, і землі повернулися під владу південносунського імператора. Цзя навмисно завищив важливість цієї перемоги, ввівши в оману імператорський двір і зміцнивши рішучість не йти на компроміс з «північними варварами». Армії Хубілая були задіяні у війні з Аріг-Бугою і тому він не мав можливості спорядити каральний похід проти Сун; навпаки, 21 травня 1260 року він направив до сунського двору посольство на чолі з Хао Цзінь, з яким поїхали Хе Юань і Лю Женьцзе, щоб залагодити конфлікт дипломатичним шляхом, проте Цзя Сідао затримав монгольських послів.
Тим часом у Хубілая з'явилася ще одна проблема. Одним з його довірених осіб був китайський перебіжчик Лі Тань, якому була доручена оборона східної прибережної частині монгольських володінь — провінції Шаньдун. У розпорядженні Лі була армія, яка воювала проти сунських військ, і великі ресурси (запаси солі і міді). Однак, усвідомлюючи, що економічні відносини з Сун принесуть йому більше вигоди, ніж зв'язок з північним Китаєм, Лі почав віддалятися від Хубілая і, коли він зміг влаштувати втечу своєму синові Лі Яньцзяню, якого тримали як заручника при монгольському дворі, то 22 лютого 1262 року підняв заколот, винищив монгольських воїнів на підвладній йому території і передав Ляньчжоу і Хайчжоу імперії Сун. Війська Лі захопили міста поблизу Іду, а через місяць взяли Цзінань.
Хоча Хубілай і був поглинений боротьбою з Аріг-Бугою, він швидко оцінив розміри небезпеки, що виходить від Лі, і прийняв всі необхідні заходи для її усунення. Він послав проти Лі в Шаньдун своїх найбільш довірених полководців. Війська Хубілая зміцнили оборону міст, які могли піддатися нападу армії Лі, і встали в них гарнізонами. Покінчивши з оборонними заходами, Хубілай наказав Ши Тяньцзе і Ши Чу перейти в наступ. В кінці березня або початку квітня противники зійшлися неподалік від Цзінаня. Армія Лі була розбита, він був змушений відступити в Цзінань. До середини квітня Лі почали залишати його головні прихильники. Вони перекинулися до монголів, заявляючи, що Лі примусив їх приєднатися до повстання. Прагнучи спонукати до дезертирства інших прихильників заколотника, Хубілай пробачив перших перебіжчиків. Він також попередив своїх воєначальників, щоб вони не допускали утисків місцевих жителів у цих областях, і не завдавали непотрібної шкоди, сподіваючись таким чином переманити на свою сторону більше бунтівників. Цей план спрацював, і ряди повсталих все більше ріділи. Одночасно Ши Тяньцзе осадив Цзінань. Відрізані від припасів і складів зброї, війська Лі стали залишати обложений місто і здаватися на милість ворога. До початку серпня Лі зрозумів, що програв. Він вирушив до озера Дамін і спробував втопитися, але монголи врятували невдачливого самогубця, щоб вчинити йому належну страту: його запроторили в мішок і розтоптали кіньми.

Сунський імператор Ду-цзун

У Південній Сун тим часом були свої проблеми. Великі землевласники зосередили у своїх руках величезні маєтки; внаслідок особливої близькості до урядових кіл вони були звільнені від сплати податків. Все більше земель зникало з податкових списків, в результаті чого країна опинилася в глибокій фінансовій кризі. Двір був не в змозі покривати швидко зростаючі військові витрати. До 1260 року зловживання, в яких загрузли землевласники і чиновники Південної Сун, поставили під загрозу саме існування імперії. Канцлер Цзя Сідао намагався провести реформи, щоб усунути зловживання: він намагався переконати імператора видати низку указів, спрямованих проти чиновницьких спекуляцій, були влаштовані громадські скриньки для листів, куди люди могли покласти свої скарги та звинувачення. Його пропозиції натрапили на запеклу протидія з боку чиновників і землевласників. Цзя зняв з посад особливо завзятих ворогів, а кілька людей навіть стратив, на їх заміну він висунув власних друзів і чиновників нижчого рангу, які обійшли по службі більш досвідчених людей. Такі заходи призвели до розколу суспільства напередодні монгольської навали.
У 1260-х роках, будучи зайнятим боротьбою з претендентами на трон великого хана, Хубілай робив примирливі жести на адресу Південної Сун. Навесні 1261 року він направив до сунського двору двох послів — Цуй Міндао і Лі Цюань — вимагаючи звільнити захопленого рік тому Хао Цзіна, але незважаючи на отриману відмову Хубілай особисто відпустив на свободу 75 сунських купців, яких його війська захопили на кордоні. У 1262 році дозвіл повернутися на батьківщину отримали ще 40 торговців, а два роки потому Хубілай звільнив 57 купців. Також він поступив в 1269 році ще з 45 купцями. У 1264 році Хубілай зробив догану своїм воєначальникам, що стратили двох полонених сунських полководців без суду і слідства. Хубілай, який прагнув переманити якомога більше дезертирів з сунської армії, був вкрай незадоволений подібною безглуздою жорстокістю; сам він нагороджував перебіжчиків землями, тканинами і стадами. Ця політика приносила успіх, оскільки з початку 1260-х приплив перебіжчиків з південного Китаю не слабшав.

## Походи Хубілая

### Облога Сян'яна і Фаньчена
Переломний момент у боротьбі між монгольською імперією і Південною Сун з'явився в 1268 році, коли почалася облога Сян'яна. Сян'ян і сусідній Фаньчен розташовувалися на північному кордоні сучасної провінції Хубей, на протилежних берегах річки Ханьшуй. Вони займали важливе стратегічне положення, так як були останніми фортецями на шляху до басейну Янцзи і прикривали дороги, що ведуть до середньої течії річки, а також до західних областей Південної Сун. Захопивши ці два міста, монголи могли створити плацдарм для подальшого просування на південь. Сунська влада звела в Сян'яні потужні укріплення, а командувати обороною поставили Люй Венхуаня. Командувати монгольськими військами, що діяли проти Сян'ян, був призначений Аджу, йому підпорядковувалися китайські перебіжчики Лю Чжен і Ши Тяньцзе, уйгур Аріг-Хая.
Монголи спочатку розраховували заморити захисників голодом, але незабаром виявили, що для цього їм потрібно перекрити постачання Сян'яна по річці Ханьшуй (причому по всій течії). Тому на початку 1268 чиновники в Шеньсі і Сичуані отримали наказ побудувати 599 човнів. Щоб перекрити постачання Сян'яна, Лю Чжен почав зводити укріплення в Бохекоу і Луменьшані на південь від Сян'яна. У жовтні Хубілай доручив Аджу обкласти також і Фаньчен.
У 1269 році Хубілай став проявляти невдоволення ходом облоги. У лютому він послав Ши Тяньцзе вивчити розстановку військ під Сян'яном і представити свої міркування щодо можливих поліпшень. У березні він наказав направити Аджу і Лю Чжен підкріплення в 20 тисяч чоловік, а в квітні, слідуючи пораді Ши Тяньцзе, ці два полководця з'єднали зміцнення Бохекоу і Луменьшаня, ще більш ускладнивши вхід і вихід з Сян'яну. Проте цих кроків виявилося недостатньо, оскільки в квітні 1270 році Аджу і Лю Чжен попросили 70 тисяч чоловік і 5 тисяч суден. Але навіть отримавши необхідні підкріплення вони не могли примусити обложених до здачі. Положення було тупиковим.
Сунський двір не збирався йти на поступки, і обложені війська також були повні рішучості не здаватися без бою. У Сян'яні вистачало продовольства та питної води, іноді крізь монгольську блокаду проривалися посилаючіцентральними властями кораблі з припасами, час від часу обложені відправляли загони на прорив оточення. Взяти ж фортеці штурмом без важких втрат уявлялося неможливим, крім того, цей захід міг скінчитися і невдачею.
Щоб вийти з глухого кута, Хубілай звернувся до ільхана Персії — свого племінника Абака — з проханням надіслати для підкорення Фаньчена і Сян'яна фахівців в облоговій справі. У 1271 році Абака відправив до Хубілая Ісмаїла і Ала-ад-Діна. Ненадовго затримавшись при монгольському дворі, обидва мусульманина прибули до місця бойових дій, оцінили обстановку, і взялися за будівництво військових машин. Під градом величезних каменів сунські війська не змогли вистояти під натиском монголів, і через кілька днів Фаньчен було взято.
Коли чутки про падіння Фаньчена дійшли до Люй Веньхуаня, він зрозумів, що і його солдати в Сян'яні не витримають такого потужного обстрілу, однак він зволікав із здачею міста. Тому мусульманські інженери оглянули зміцнення Сян'яна, спорудили біля південно-східного кута облогову машину, і зробили постріл. Визнавши ворожу перевагу у вогневій потужності, Люй здав Сян'ян, витримавши майже п'ятирічну облогу.

### Наступ Баяна і зсув Цзя Сідао
Через кілька місяців після взяття Сян'яна смертельно хворий Ши Тяньцзе написав для Хубілая доповідну записку, в якій рекомендував віддати всі монгольські війська під керівництво одного верховного командувача. Хубілай погодився з думкою свого старого соратника, і влітку 1273 головнокомандувачем експедиційними силами в південному Китаї був призначений Баян. Наприкінці 1274- початку 1275 років Баян невблаганно просувався вглиб імперії Сун. Наблизившись до міста або укріплення, він вимагав підкоритися. Якщо жителі або військові відмовлялися підкоритися наказу, то вони піддавалися обстрілу з облогових знарядь, побудованих Ісмаїлом і Ала-ад-Діном. По мірі просування Баяна на південь число переходячих на бік монголів зростала: одні сунські чиновники були озлоблені реформами Цзя Сідао, інші вважали монголів єдиною силою, здатною об'єднати північний і південний Китай.
У січні 1275 року Баян вирішив переправитися через Янцзи у Ханькоу. На річці і на землі відбувся запеклий бій, після якого сунські війська були змушені відступити з берегів Янцзи. У середині березня при Дінцзячжоу, недалеко від Янчжоу, армія Баяна зустрілася з армією Цзя Сідао. Вирішальну роль у битві зіграли монгольські катапульти: в армії Цзя почалося дезертирство, і врешті-решт він був змушений зібрати сили, що залишилися і відступити.
Поразка Цзя надало зручний випадок його противникам при імператорському дворі. Його звинуватили в тому, що він намагався утихомирити монголів ще в 1259 році, а коли вирішив вступити в протистояння з «варварами», то призначав на військові посади недосвідчених і нездатних людей. Знятий з посад Цзя Сідао був відправлений у вигнання в Фуцзянь, але по дорозі був убитий начальником конвою.

### Капітуляція сунського двору

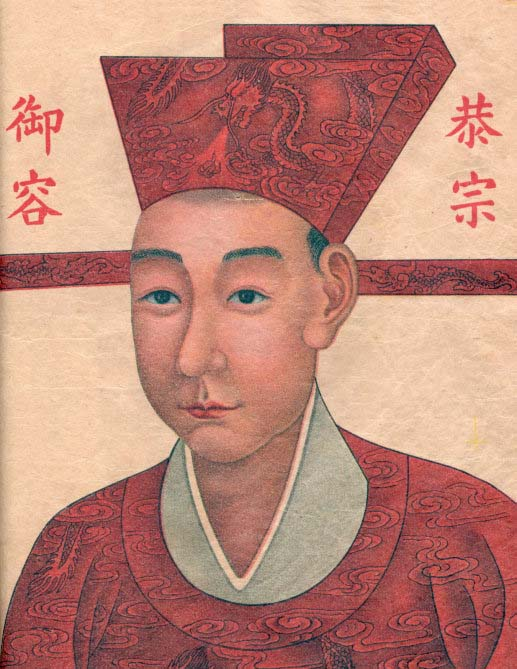
Чжао Сянь (сунський імператор Гун-цзун)

Як прихильники Цзя, так і його противники були настільки розчаровані ситуацією, що складається, що поспішали здатися Баяну. Щоб залучити ще більше перебіжчиків, Хубілай послав Баяну наказ не допускати розграбування недавно завойованих областей. Провівши кілька операцій по зачистці місцевості, Баян підійшов до Янчжоу, залишив кількох воєначальників осаджувати місто, і рушив до своєї кінцевої мети — Ліньань.
Сунський імператорський двір знаходився в сум'ятті. Правивший з 1264 року Ду-цзун раптово помер 12 серпня 1274 року. Він залишив трьох малолітніх синів. Його наслідував другий син Сянь, якому виповнилося 4 роки, проте реальна політична влада залишилася в руках бабки Сяня — імператриці Се. Однак вона була стара і хвора, в умовах урядової кризи у неї практично не залишилося вірних людей, і вона була стурбована порятунком вже не країни, а самої династії. Висунувся на той час на головні ролі в сунській адміністрації Вень Тяньсян запропонував вивезти імператорську сім'ю з міста і відправити її в більш безпечний притулок де-небудь в південних районах країни. Імператриця погодилася з думкою наближених лише тоді, коли до міста підійшли війська Баяна. Братів імператора вивезли на південь, але сама правителька і імператор затрималися, щоб надихнути місцеве населення.
Тим часом армія Баяна займала одне місто за іншим; в більшості випадків сунскі війська і городяни просто здавалися на милість монголів, оборона повністю розвалилася. Однак вдовуюча імператриця не подумувала про капітуляцію. 23 грудня 1275 року вона відправила до Баяну посла, намагаючись переконати його припинити військові дії і обіцяючи натомість виплачувати данину. Однак монгольський командувач, посилаючись на віроломство, проявлене Сунським двором, що затримали Хао Цзіна і вбили одного з послів Хубілая, відправив китайське посольство назад. 11 січня 1276 року сунський двір зробив більш привабливу пропозицію: імперія зобов'язалася виплачувати щорічну данину в 250 тисяч монет сріблом і 250 тисяч відрізів шовку. Однак Баян не спокусились і цим. Лише наприкінці січня, після того, як сунський імператор визнав себе підданим Хубілая, Баян погодився на переговори. Після декількох безуспішних зустрічей між представниками обох сторін вдовуюча імператриця передала Баяну печатку династії Сун.

### Опір сунських лоялістів на півдні країни

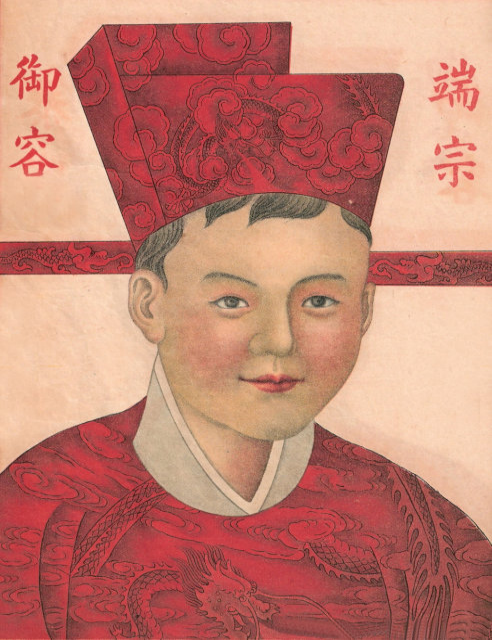
Чжао Ши (сунський імператор Дуань-цзун)

Отримавши звістку про падіння столиці, сунські лоялісти, які втекли в південні області країни, 14 червня 1276 року зібралися в Фучжоу на церемонію коронації 7-річного імператора Ши — старшого зведеного брата полоненого імператора. Загальне управління країною взяв у свої руки Чень Ічжун, а найважливіші посади зайняли Чжан Шицзі, Вень Тяньсян і Лу Сюфу. Всі четверо прагнули до одноосібної влади, а вищої сили, здатної спрямовувати й стримувати їх устремління, не було. Незабаром з уряду був вигнаний Лу Сюфу, що не зійшовся з Чень Ічжуном. Втомлені від міжусобиць в верхах, інші сановники почали натовпами перебігати до монголів. Відсутність єдності підривала довіру до Сунської влади з боку простого населення.
Підкорення південно-західних областей імперії Сун було довірено уйгуру Аріг-Хая. Маючи під проводом 30 тисяч чоловік, він у липні 1276 року рушив на південь і, захопивши по дорозі Чанша, до квітня 1277 року вступив в північні райони Гуансі. На сході монгольські війська під командуванням Соду продовжували переслідувати залишки сунської імператорської сім'ї, і до кінця 1276 року дісталися до Фучжоу. Коли монгольська армія була вже всього в декількох днях шляху, вищі сунські сановники покинули Фучжоу і вирушили по морю в Цюаньчжоу.
У Цюаньчжоу всіма справами заправляв Пу Шоуген, який займав пост Керуючого морською торгівлею в Цюаньчжоу. Його підтримкою прагнули заручитися як Хубілай, так і сунські лоялісти, так як Пу розташовував кораблями, які повинні були вельми стати в пригоді в морській війні. Сумніваючись у відданості Пу, Чжан Шицзі та інші сунські радники ставилися до нього з підозрою, і на початку 1277 року втекли з Цюаньчжоу. У квітні Пу офіційно перейшов на бік Хубілая, який назначив його військовим командувачем провінцій Фуцзянь і Гуандун.
Втікши з Цюаньчжоу, сунські лоялісти спочатку зупинилися в Чаочжоу, потім перебралися в Хуейчжоу, а більшу частину 1277 року провели в Гуанчжоу. Однак Соду невблаганно переслідував залишки сунського двору, долаючі опір за допомогою військових машин. У листопаді 1277 року він спробував зав'язати переговори, але Чжан Шицзі навідріз відмовився вислуховувати будь-які пропозиції. Отримавши відмову, Соду атакував і захопив Гуанчжоу, а до лютого 1278 року його війська вступили в Чаочжоу. Знову приянвши рішення тікати, 6 січня 1278 року сунський двір потрапив у сильний шторм. Імператорський корабель затонув, а імператору і Чжан Шицзі дивом вдалося врятуватися. Змучений постійними переїздами, потрясіннями, зміною клімату та місць юний імператор помер 8 травня 1278 року.

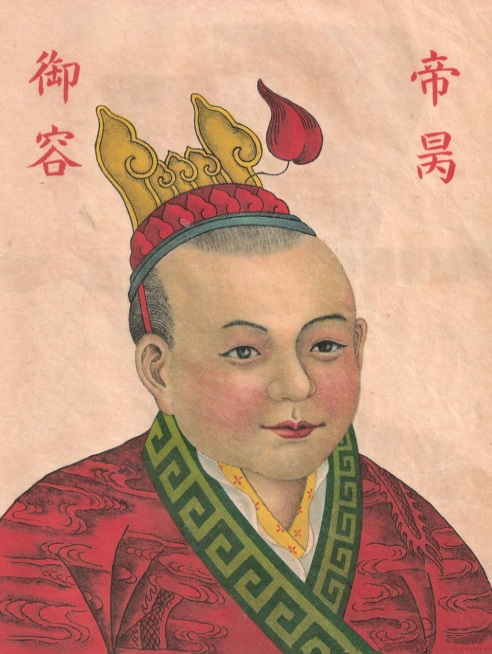
Чжао Бін (останній сунський імператор)

Смерть імператора завдала важкого удару Сунським лоялістам, але Чжан Шицзі знову зумів згуртувати їх. Він звів на трон зведеного брата покійного імператора — Чжао Біна — і разом з Лу Сюфу став правити від його імені. До того часу втікачі оселилися на острові Наочжоу, біля берега півострова Лейчжоубаньдао. Постало питання про те, що робити далі. Чень Ічжун запропонував відправити імператора в Чампу.
Поки Чень був в Чампі, з'ясовуючи, чи згодні її правителі дати притулок сунському імператору, монгольські війська зайняли Лейчжоу. Лоялісти знову вийшли в море, і знайшли тимчасовий притулок на острові Яйшань.
На початку 1279 року монгольські війська зібралися під Яйшанем. Усвідомлюючи перевагу монголів у вогневій потужності, Чжан Шицзі спробував уникнути оточення, але 19 березня лише 16 судам вдалося прорвати блокаду. У ході Яминьскої морської битви з монгольським флотом отримав пошкодження і імператорський корабель. Лу Сюфу, побачивши, що корабель йде на дно, взяв імператора на руки і стрибнув разом з ним за борт на вірну смерть. Так завершилася династія Сун. Більшість сунських лоялістів здалися або покінчили із собою, невелика їх частина вирушила в південно-східну Азію.